# Visstaartpunt

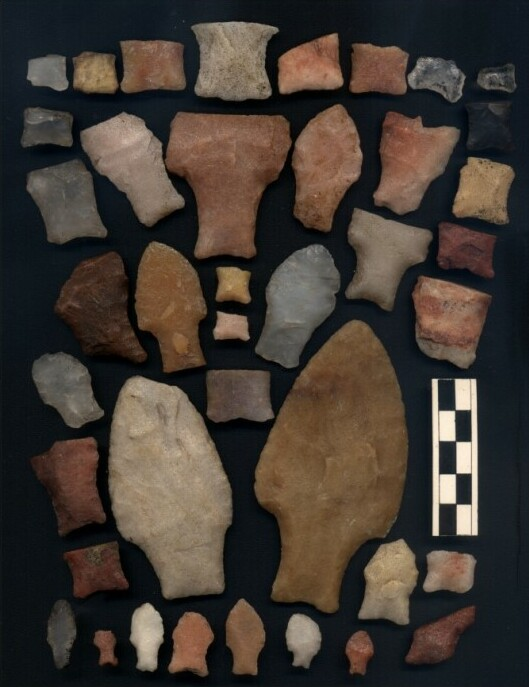
Verschillende visstaartpunten (zowel hele als fragmenten) gevonden in Argentinië en Chili

Een visstaartpunt (Engels: fishtail point of Fell point), is een type projectielpunt uit de lithische periode dat wijdverbreid was in een groot deel van Zuid-Amerika aan het einde van het Laat-Pleistoceen, ongeveer 13.000 tot 12.000 jaar geleden (BP). Er wordt gedacht dat visstaartpunten multifunctioneel waren: ze dienden als snijgereedschap, maar ook als speerpunt om als jachtwapen te gebruiken, mogelijk in combinatie met speerwerpers.

## Chronologie en oorsprong
Hun datering is omstreden. Sommige auteurs geven de voorkeur aan een korte chronologie die 12.800 tot 12.200 BP beslaat, terwijl anderen de voorkeur geven aan een lange chronologie die 13.500 tot 10.200 jaar BP beslaat. Het is de vroegst wijdverspreide lithische stijl in Zuid-Amerika, en is in zijn vroege stadia gelijktijdig met het gebruik van Clovis-punten in Noord-Amerika. Visstaartpunten kunnen afgeleid zijn van Clovispunten, of mogelijk van visstaartachtige punten die gevonden werden aan de Golfkust van Noord-Amerika en in Centraal-Amerika. 

## Beschrijving, gebruik en associatie met andere werktuigen
De naam "visstaartpunt" is afgeleid van hun visachtige vorm, met brede schouders, ingekeepte stelen en uitlopende bases, terwijl de naam "Fell-punt", oorspronkelijk gegeven door Junius Bird, is afgeleid van Cueva Fell (Fell's grot) in het zuiden van Patagonië, waar de eerste punten werden gevonden. Ze zijn doorgaans tweezijdig gereduceerd, hoewel er ook enkele eenzijdige visstaartpunten bekend zijn. De punten werden vervaardigd uit afslagen door middel van een combinatie van percussieafslag en drukafslag. In vergelijking met Clovispunten zijn visstaartpunten vaak, maar niet altijd, gecanneleerd: voorzien van een lange afslag die over de lengte van de punt loopt, waardoor een groef aan de basis achterblijft. 
In Uruguay werden visstaartpunten het vaakst vervaardigd uit silcreet (54%), met andere brongesteenten zoals hoornsteen (10%) jaspis (9%) kwartsiet (7%) opaal (7%) en kwarts (5%), terwijl in het Tandilia-gebergte van de Argentijnse pampa's de voorkeur werd gegeven aan lokaal kwartsiet (> 75%). 
Visstaartpunten varieerden aanzienlijk in grootte en vorm, en veel waren waarschijnlijk aan speren bevestigd die mogelijk in combinatie met speerwerpers werden gebruikt, hoewel wordt gesuggereerd dat sommige ook andere doeleinden dienden, zoals als mes of snijgereedschap, en dezelfde punt kan voor meerdere functies zijn gebruikt. Nadat ze beschadigd waren geraakt, werden de punten vaak hergebruikt als stekers of snijgereedschappen, of minder vaak als schrabbers of andere soorten stenen werktuigen, soms in combinatie op hetzelfde artefact. Andere stenen werktuigen die door de visstaartpunt-producerende volkeren werden gebruikt, waren klingen. 

## Verspreiding
De visstaartpunten worden het vaakst aangetroffen in de open gebieden van de pampa's en Patagonië, maar worden ook met enige regelmaat aangetroffen in de Andes, tot in het noorden van Ecuador. Hoewel de Braziliaanse vondsten het meest voorkomen in Zuid-Brazilië, zijn er ook vondsten bekend uit centraal, noordelijk en noordoostelijk Brazilië, waaronder in de staten Mato Grosso, Goiás, Amazonas en Bahia. De vondsten in Patagonië strekken zich uit tot het uiterste zuiden van de regio, inclusief Vuurland. 
Net als bij de Cloviscultuur waren de mensen die de visstaartpunten produceerden bereid om stenen en stenen werktuigen honderden kilometers van de oorspronkelijke rotsformatie te vervoeren, in één geval 482 km, wat het resultaat kan zijn geweest van uitwisselingen tussen verschillende groepen. 

## Levensstijl
Er wordt aangenomen dat de mensen die de visstaartpunten produceerden zeer mobiele jagers-verzamelaars waren. Er wordt aangenomen dat visstaartpunten werden gebruikt voor de jacht op groot wild, waaronder megafauna-zoogdieren, en de piek in de overvloed van de punten valt samen met het voorgestelde uitstervingsinterval voor de meeste grote zoogdieren in Zuid-Amerika als onderdeel van de megafauna-uitstervingen van het Laat-Pleistoceen. Dit suggereert dat de jacht een oorzakelijke rol kan hebben gespeeld bij het uitsterven. De visstaartpunten verdwenen na het uitsterven van de megafauna en werden vervangen door projectielpunten die beter geschikt waren voor de jacht op kleinere prooien. 

### Associatie met uitgestorven megafauna
Een directe associatie tussen visstaartpunten en uitgestorven megafauna is zeldzaam, hoewel een dergelijke associatie op verschillende locaties bewaard is gebleven. Daartoe behoren onder meer Piedra Museo in de provincie Santa Cruz in Zuid-Argentinië en de Cueva del Medio in Zuid-Chili, waar visstaartpunten werden gevonden die in verband werden gebracht met de uitgestorven paardachtige Hippidion saldiasi, waarvan sommige resten snijsporen vertonen die wijzen op slachting. Op beide vindplaatsen zijn ook bewijzen gevonden van de jacht op leden van het huidige geslacht Lama. Op beide vindplaatsen werd ook de uitgestorven grote grondluiaard Mylodon aangetroffen. Hoewel er geen duidelijk bewijs is voor consumptie ervan in Cueva del Medio, werden er snijwonden gevonden op een mylodontrib in Piedra Museo. Op de vindplaats Paso Otero 5 in de pampa's in het noordoosten van Argentinië werden visstaartpunten in verband gebracht met verbrande botten van de olifantachtige reuzengrondluiaards Megatherium americanum en Lestodon, de kleinere grondluiaards Scelidotherium, Glossotherium en Mylodon, de Glyptodon, het paard Equus neogeus, het neushoornachtige hoefdier Toxodon, het kameelachtige hoefdier Macrauchenia en de uitgestorven lama Hemiauchenia. Het lijkt erop dat de botten werden gebruikt als brandstof. Vanwege de slechte bewaring van de botten is er geen duidelijk bewijs van menselijke manipulatie, met mogelijke uitzondering van een breuk in een Hemiauchenia-scheenbeen; er is echter betoogd dat de dieren die op de vindplaats aanwezig waren waarschijnlijk werden opgegeten vóór de verbranding, en waren verkregen door middel van jacht of het eten van aas. 